# Јасов
Јасов (слч. Jasov) насељено је мјесто са административним статусом сеоске општине (слч. obec) у округу Кошице-околина, у Кошичком крају, Словачка Република.

## Становништво
| Година:    | 1994. | 2004.    | 2014.    | 2024.   |
| ---------- | ----- | -------- | -------- | ------- |
| Број људи: | 2436  | 2832     | 3500     | 3740    |
| Разлика:   |       | +16,25 % | +23,58 % | +6,85 % |

| Година:    | 2023. | 2024.   |
| ---------- | ----- | ------- |
| Број људи: | 3675  | 3740    |
| Разлика:   |       | +1,76 % |

Према подацима о броју становника из 2011. године насеље је имало 3.378 становника.